# Iveco Bus
Iveco Bus er en europæisk fabrikant af busser og en del af den italienske Iveco-koncern.
Forgængeren var det i januar 1999 etablerede joint venture Irisbus, som blev dannet ved at den til Fiat-koncernen hørende erhvervskøretøjsfabrikant Iveco og Renault V. I. (RVI), Renaults daværende datterselskab for produktion af tunge køretøjer, sammenlagde hver deres produktion af busser. I starten af 2003 blev Irisbus et 100 % af Iveco ejet datterselskab med navnet Irisbus IVECO. I 2013 blev varemærket Irisbus afskaffet og busserne igen markedsført som Iveco, og i årene 2013 til 2022 var Iveco Bus en del af koncernen CNH Industrial. Iveco Bus har fabrikker i Italien, Frankrig, Spanien og Tjekkiet.

## Baggrund og historie
Joint venture'et Irisbus blev dannet i 1999, da Volvo købte Renaults produktion af lastbiler. Forudsætningerne for at EU ville godkende handlen var at Renaults busproduktion med bl.a. modellerne FR1, Iliade, Tracer, R 312, Agora og Ares, og som også omfattede det franske Heuliez og det tjekkiske Karosa, ikke kom til at indgå i handlen samt at Volvos aktier i det franske Heuliez blev frasolgt. Eftersom Renault allerede var delejer i Irisbus sammen med Iveco, solgte Renaults deres aktier i Irisbus til Iveco som da blev den primære ejer. Tidligere havde Iveco også opkøbt den spanske fabrikant Pegaso. Umiddelbart før lastbilshandlen mellem Volvo og Renault havde Volvo solgt deres aktier i Heuliez til Renaults busdivision. Fordi Iveco overtog Renaults busproduktion fik man således Heuliez og Karosa med i købet. Med dette fik Irisbus en stærk position, også på det centraleuropæiske busmarked.
Iveco Bus er en af Europas førende busfabrikanter og solgte i 2007 over 10.000 køretøjer, hvilket svarer til en markedsandel på mere end 20 procent. Det aktuelle modelprogram består af minibussen Daily, bybussen Urbanway i flere forskellige længder samt dens BRT-pendant Crealis, regionalbussen Crossway (også som laventrébus) og turistbusserne Evadys og Magelys. Tidligere fandtes også bybusserne Agora og Citelis, regionalbusserne Ares, Arway og Axer samt turistbussen Iliade.
Den første Evadys blev som efterfølger for Euroclass produceret i november 2003, og var i produktion frem til maj 2013.
Til Iveco Bus hører som datterselskaber Iveco Czech Republic (tidligere Karosa) samt opbyggerne Heuliez Bus i Frankrig, Orlandi i Italien og Ikarus Egyedi i Ungarn. Den ligesom Ikarus Egyedi tidligere af den ungarske stat ejede fabrikant Ikarus var fra 1999 til februar 2006 ligeledes et datterselskab.
I årene 2001 til 2013 blev busserne fra Iveco Bus solgt under varemærket Irisbus og med firmaets logo, en ringformet krummet delfin. Indtil da blev busserne stadigvæk solgt under navnene Iveco og Renault. Siden maj 2013 hedder varemærket Iveco Bus, og busserne er på fronten udstyret med Iveco-skrifttrækket i stedet for delfinen.
Af yderligere mærker, hvis tradition videreføres i Iveco Bus, kan nævnes Berliet og Saviem fra Frankrig (opkøbt af Renault/RVI), Fiat, Lancia og Alfa Romeo fra Italien (opkøbt af Fiat), Magirus-Deutz fra Tyskland, Pegaso fra Spanien (opkøbt af Iveco) samt Karosa fra Tjekkiet. Den 14. september 2011 meddelte man, at man ville nedlægge fabrikken i Flumeri i Italien, efter at man ved en produktionskapacitet på over 1.000 busser om året nu kun fik solgt 145 køretøjer årligt. Fabrikken blev lukket allerede i år 2013. Ud over Iveco Bus sælger Iveco desuden stadigvæk busser under varemærket Heuliez, dog kun i fransktalende lande. På andre markeder sælges denne model under navnet Iveco E-Way.
- Minibus Daily Electric
- Bybus Urbanway
- BRT-bus Crealis
- Bybus Crossway LE
- Regionalbus Crossway
- Turistbus Magelys
- Bybus Irisbus Citelis
- Regionalbus Irisbus Ares
- Regionalbus Irisbus Arway
- Regionalbus Irisbus Axer
- Irisbus Crossway & Iveco Crossway

## Trolleybusser og sporbusser
Trolleybusserne sælges under produktlinjen Cristalis; et særligt kendetegn for bustypen er dens hjulnavsmotorer. Cristalis-trolleybusserne findes både som singlebusser og som ledbusser. I Frankrig trafikerer de Limoges, Lyon og Saint-Étienne, i Italien Bologna og Milano og i Spanien Castellón de la Plana.
I de rumænske byer Bukarest (100 stk.) og Cluj-Napoca (27 stk.) blev der i årene 2004 til 2008 også indsat trolleybusser af typen Irisbus Agora med konventionel drift. De var baseret på dieselbusmodellen af samme navn, som blev videreudviklet i samarbejde med den rumænske fabrikant Astra fra Arad.
Ved produktionen af trolleybusser samarbejdede Irisbus i årene 2003 til 2009 desuden med den tjekkiske maskin- og elektrofabrik Škoda Transportation, hvor Irisbus leverede karrosserierne til køretøjstyperne 24Tr og 25Tr, efter at Škoda selv i 2004 havde indstillet produktionen af egne karrosserier. I mellemtiden valgte Škoda dog i stedet at benytte karrosserier fra den polske fabrikant Solaris Bus & Coach.
Desuden er Iveco Bus sammen med Matra og Alstom fabrikant af det optiske sporbussystem Civis. Princippet er indtil videre blevet benyttet i Bologna og Las Vegas, med dieselelektrisk drift. I Castellón de la Plana kører også Cristalis-trolleybusserne på egne spor.
- Trolleybus Cristalis (singlebus)
- Trolleybus Cristalis (ledbus)
- Trolleybus Irisbus Astra Citelis i Bukarest
- Škoda-trolleybus med Citelis-karrosseri
- Sporbus Civis i Las Vegas
- Trolleybus Crealis 18 i Bologna (2017)